# Siège du château de Kaminoyama
Campagne de Sekigahara
Le siège du château de Kaminoyama se déroule en 1600, à la fin de l'époque Azuchi Momoyama de l'histoire du Japon. Il s'agit d'une des nombreuses actions militaires qui constituent la campagne de Sekigahara au cours de laquelle Tokugawa Ieyasu élimine la dernière opposition à sa domination des îles japonaises dont il achève ainsi l'unification.
Honmura Chikamori et Yokota Munetoshi, commandants de Tokugawa sous les ordres de Naoe Kanetsugu, emmènent 4 000 contre le château de Kaminoyama dans la province de  Yamagata tandis que Naoe emmène une autre division vers la province. Le château de Kaminoyama est tenu par Satomi Minbu, un vassal du clan Mogami. Honmura est tué au cours des combats mais à la fin le château passe sous le contrôle des forces Tokugawa.

## Source de la traduction
- (en) Cet article est partiellement ou en totalité issu de l’article de Wikipédia en anglais intitulé « Siege of Kaminoyama » (voir la liste des auteurs).